# Mitsukoshi
Mitsukoshi, Ltd. (株式会社三越, Kabushiki-gaisha Mitsukoshi) is een internationale warenhuisketen met het hoofdkantoor in Tokio, Japan. 

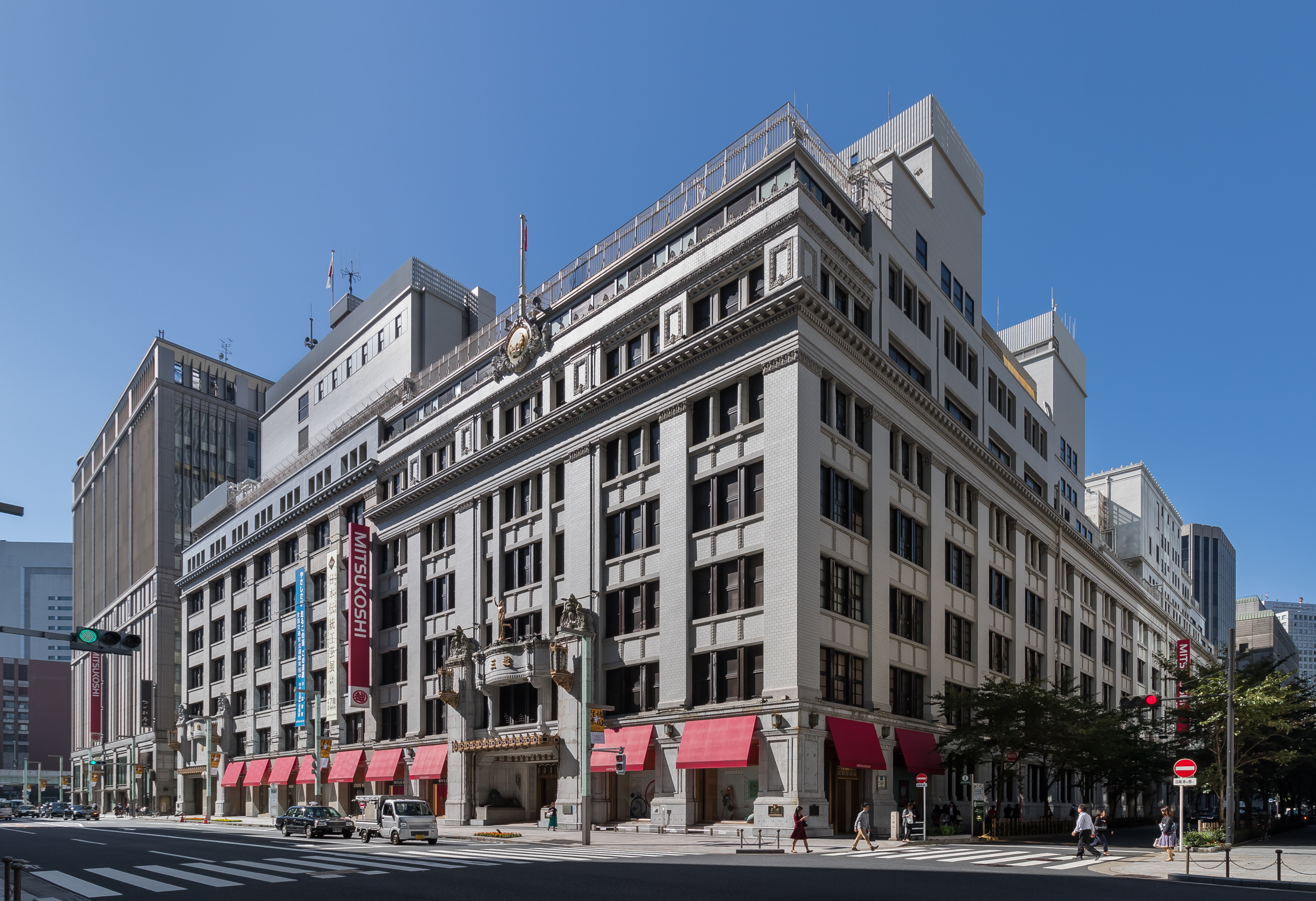
Vlaggenshipwinkel in Nihonbashi

De warenhuisketen is een dochteronderneming van Isetan Mitsukoshi Holdings, die ook de warenhuisketen Isetan bezit. 

## Geschiedenis
Het bedrijf werd in 1673 opgericht onder de naam yagō Echigo-ya met de verkoop van kimono's. Tien jaar later, in 1683, koos Echigo-ya voor een nieuwe verkoopstrategie. In plaats van deur-tot-deurverkoop werd een winkel geopend waar de kopers de goederen ter plaatse konden kopen en contant konden betalen. Het metrostation Mitsukoshimae Station van de Tokyo Metro is vernoemd naar het aangrenzende Mitsukoshi warenhuis.
Mitsukoshi stond aan de oorsprong van de Mitsui-groep. In de jaren zeventig kocht Mitsukoshi het warenhuis Oriental Nakamura in Nagoya en veranderde het naar de merknaam Mitsukoshi Nagoya .
In augustus 2007 werd aangekondigd dat Mitsukoshi zou fuseren met Isetan, een andere grote Japanse warenhuisketen. Mitsukoshi werd op 26 maart 2008 van de beurs gehaald en fuseerde op 1 april 2008 met Isetan onder een gezamenlijke holding Isetan Mitsukoshi Holdings Ltd.
Op 5 april 2019 kondigde Mitsukoshi aan dat het zijn Aziatische filialennet verder zou uitbreiden door in 2021 een Filipijns filiaal te hebben opgericht in Bonifacio Global City, in Manilla, Filippijnen.

## Winkels

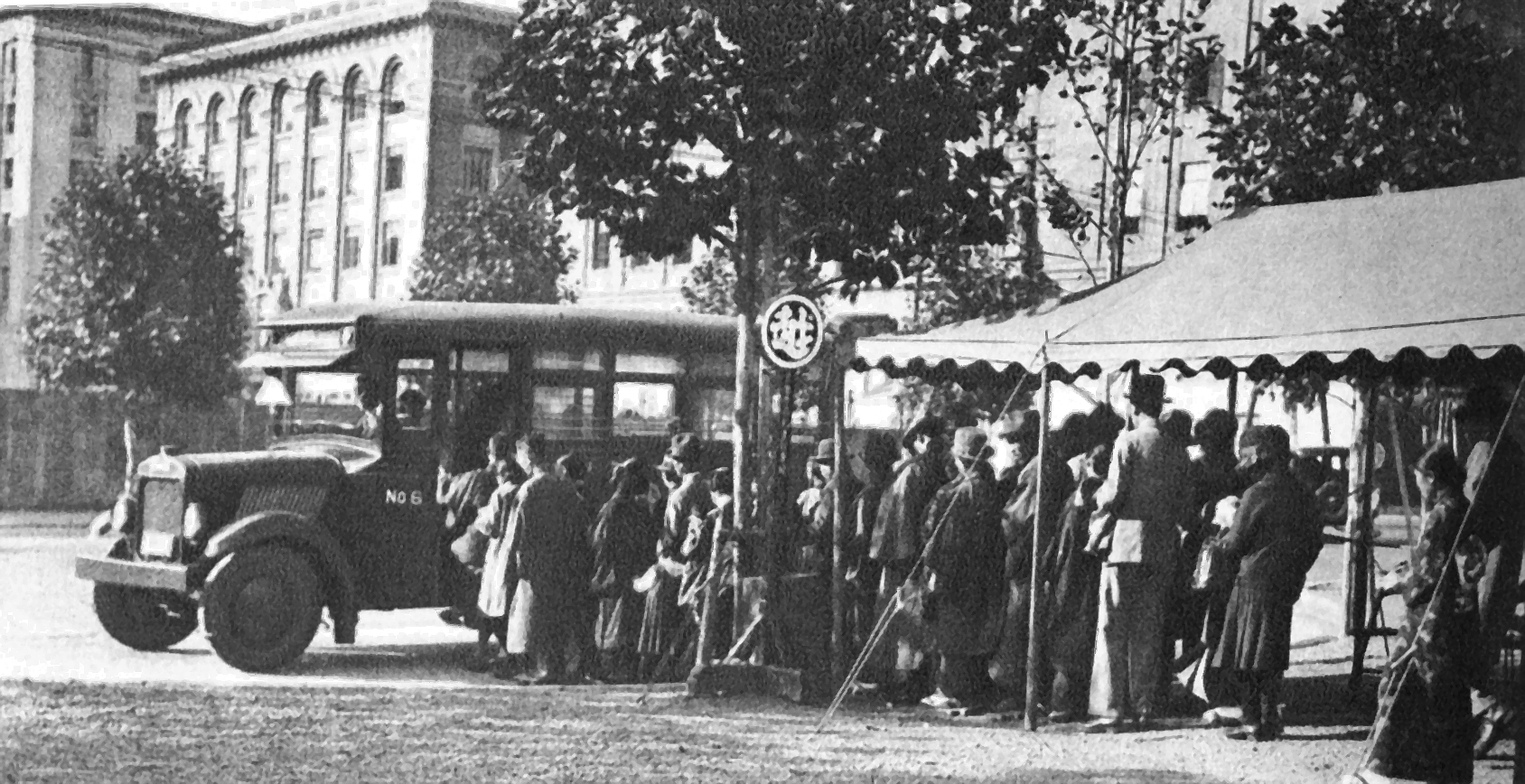
Courtesy bus voor klanten van Mitsukoshi's hoofdwinkel die in 1932 naar het station van Tokyo gaat. Mitsukoshi was het eerste bedrijf dat een dergelijke dienst in Japan aanbood.

#### Japan
Mitsokoshi heeft warenhuizen in Japan in Tokio (Nihonbashi en Ginza), Sapporo, Sendai, Nagoya (Nagoya Sakae en Hoshigaoka), Hiroshima, Takamatsu, Matsuyama en Fukuoka.

### Taiwan
In Taiwan worden in samenwerking met de Shin Kong Group warenhuizen geëxploiteerd onder de naam Shin Kong Mitsukoshi Department Store. De eerste Shin Kong Mitsukoshi-winkel werd in 1991 geopend aan Nanjing Road in Taipei. In 2021 waren er 12 filialen in Taiwan.

### Hongkong
De eerste Mitsukoshi in Hong Kong, werd op 26 augustus 1981 geopend op 500 Hennessy Road, Causeway Bay. De winkel heeft een oppervlakte van 12.000 vierkante meter op 4 niveaus, Een tweede winkel opende in 1988 in de Sun Arcade in Tsim Sha Tsui, maar sloot in 1995. Mitsukoshi sloot zijn oorspronkelijke Causeway Bay-winkel op 17 september 2006 vanwege de herontwikkeling van Hennessy Centre.

### China

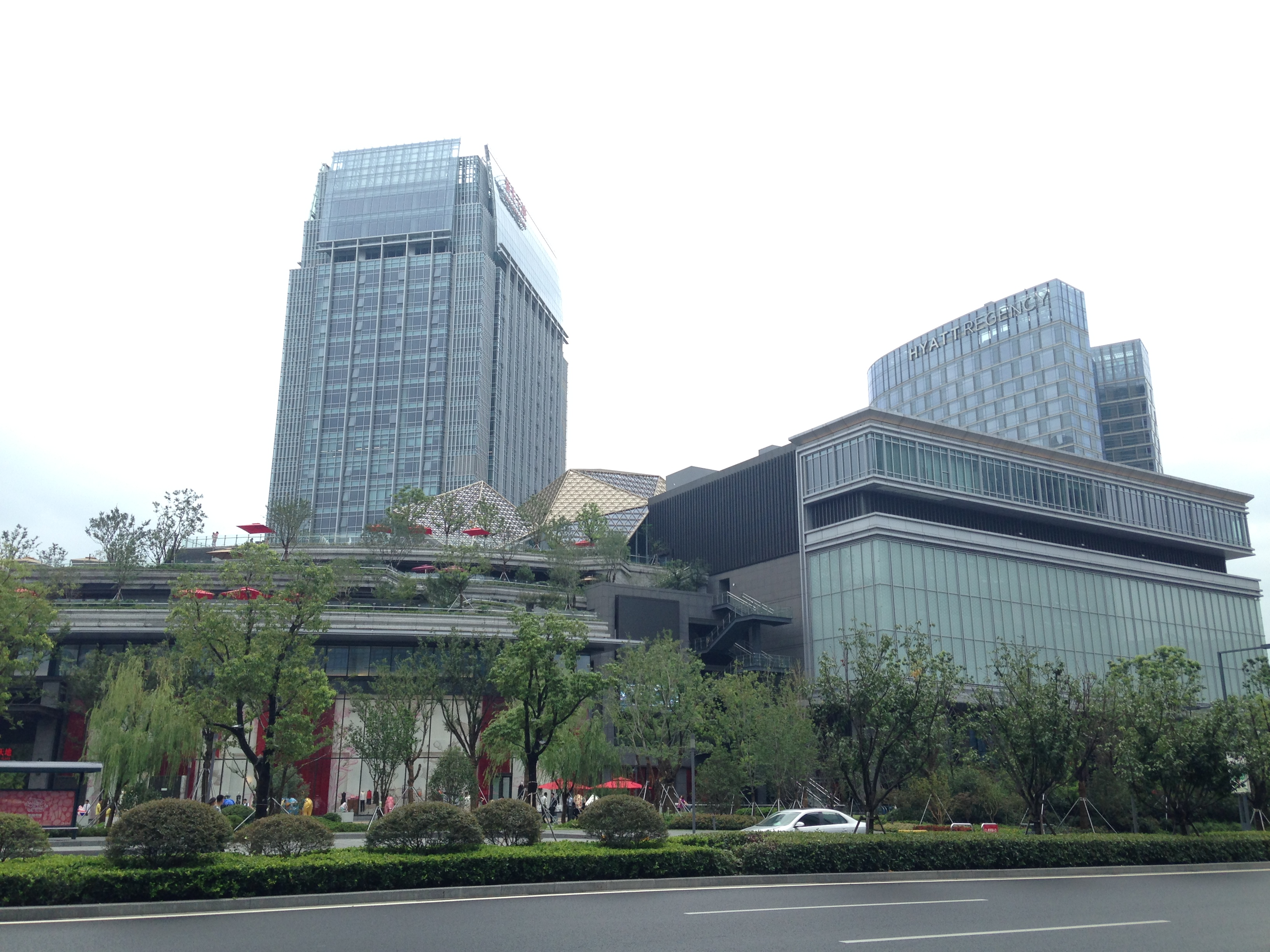
Shin Kong Place in Suzhou, Jiangsu

In China heeft Mitsokoshi 4 filialen.

### Korea
In 1930 opende Mitsukoshi een warenhuis in het centrum van Seoel. Na de bevrijding van Korea en de nederlaag van Japan in 1945 nam Samsung deze winkel over en ging verder onder de naam Shinsegae.

### Europa en Noord-Amerika
In Europa had Mitsokoshi warenhuizen in Rome, Milaan, Londen, Düsseldorf, Frankfurt am Main en München, Parijs. Deze zijn allemaal gesloten. De laatste Europese vestiging sloot in 2021.
Een in 1979 in New York geopend filiaal heeft zijn deuren gesloten. Mitsukoshi exploiteert nog wel het Japans Paviljoen in de Epcot World Showcase in Walt Disney World in Orlando, Florida)